# Lucien Largé
Lucien Élie Largé (Parigi, 15 aprile 1874 – Saint-Maur-des-Fossés, 14 febbraio 1902) è stato uno schermidore francese.
Partecipò ai Giochi della II Olimpiade di Parigi nella gara di fioretto per maestri, dove fu eliminato ai ripescaggi.